# Pomnik Piotra Bagrationa w Augustowie
Pomnik Piotra Bagrationa w Augustowie – niezachowany pomnik ku czci rosyjskiego generała Piotra Bagrationa w Augustowie. 
Koncepcja budowy pomnika Piotra Bagrationa powstała w 104 Ustiużewskim Pułku Piechoty, jaki stacjonował w Augustowie, w związku z nadchodzącym jubileuszem jednostki. Żołnierze sami przeprowadzili zbiórkę pieniędzy na wzniesienie monumentu, który miał być jedynym w Imperium Rosyjskim pomnikiem byłego dowódcy pułku. Popiersie Bagrationa powstało w Petersburgu w pracowni G. Brachmana. Zostało odsłonięte 6 grudnia 1897, już po uroczystościach rocznicy powołania pułku. Znajdowało się na placu w kompleksie koszarowym pułku.  
Pomnik wykonany był z brązu, przedstawiał Piotra Bagrationa w galowym mundurze generalskim. Umieszczono go na cokole z czerwonego granitu. Znajdował się na nim herb upamiętnionego oraz napis 7 Jegierski, obecnie 104 Ustiużewski Księcia Generała Bagrationa Pułk – swemu dowódcy. Na pamiątkę jubileuszu 100 rocznicy. Na bocznych ścianach cokołu wyryto natomiast miejsca i daty bitew, w których szczególnie odznaczył się Bagration, zaś na tylnej – daty 1797 i 1897. Całość znajdowała się na podstawie w formie czterech betonowych stopni, w rogach których znajdowały się odlane w miedzi miniaturowe kopie francuskich armat. Pomnik otaczało żelazne ogrodzenie z latarniami w narożnikach. 
Po odzyskaniu niepodległości przez Polskę pomnik został wyburzony. 